# تیراندازی با کمان در بازی‌های آسیایی ۲۰۱۸
تیراندازی با کمان یکی از ورزش‌های بازی‌های آسیایی ۲۰۱۸ است که از ۲۲ تا ۲۸ اوت ۲۰۱۸ برگزار شده است.
این مسابقات در دو بخش ریکرو و کامپوند در مجموعه ورزشی گلورا بونگ کارنو، جاکارتا، اندونزی انجام شده است.

## ورزشگاه
| جاکارتا                         |
| ------------------------------- |
| مجموعه ورزشی گلورا بونگ کارنو   |
| ظرفیت: ۲۵۶                      |
| مجموعه ورزشی گلورا بونگ کارنو · |

## کشورهای شرکت کننده
۲۶۸ ورزشکار از ۲۹ کشور در این دوره شرکت کردند.
| - بنگلادش (13) - بوتان (8) - چین (8) - چین تایپه (16) - هنگ کنگ (8) - هند (16) - اندونزی (16) - ایران (14) - عراق (2) - ژاپن (8) - قزاقستان (16) - قرقیزستان (5) - لائوس (6) - مالزی (16) - مغولستان (14) | - میانمار (6) - نپال (5) - کره شمالی (7) - پاکستان (8) - فیلیپین (5) - قطر (7) - عربستان سعودی (3) - سنگاپور (9) - کره جنوبی (16) - سری‌لانکا (2) - تاجیکستان (4) - تایلند (14) - امارات متحده عربی (4) - ویتنام (12) |

## خلاصه مدال ها

### جدول مدال‌ها
| رتبه  | کشور      | طلا | نقره | برنز | مجموع |
| 1     | کره جنوبی | ۴   | ۳    | ۱    | ۸     |
| 2     | چین تایپه | ۲   | ۱    | ۱    | ۴     |
| 3     | چین       | ۱   | ۰    | ۲    | ۳     |
| 4     | ژاپن      | ۱   | ۰    | ۱    | ۲     |
| 5     | هند       | ۰   | ۲    | ۰    | ۲     |
| 6     | اندونزی   | ۰   | ۱    | ۱    | ۲     |
| 7     | کره شمالی | ۰   | ۱    | ۰    | ۱     |
| ۸     | ایران     | ۰   | ۰    | ۱    | ۱     |
| ۸     | مالزی     | ۰   | ۰    | ۱    | ۱     |
| مجموع | مجموع     | ۸   | ۸    | ۸    | ۲۴    |

### مدال‌آوران

#### ریکرو
| رویداد        | طلا                                                      | نقره                                                 | برنز                                                  |
| انفرادی مردان | کیم وو جین · کره جنوبی                                   | لی وو-سئوک · کره جنوبی                               | ریائو اگا آگاتا · اندونزی                             |
| تیمی مردان    | چین تایپه · لئو وی-مین · تانگ چی-چان · وی چان-هنگ        | کره جنوبی · کیم وو جین · لی وو-سئوک · او جین-هیک     | چین · لی جیالون · سان گووان · ژو تیانیو               |
| انفرادی زنان  | ژانگ ایکسینیان · چین                                     | دیاناندا چویرونیسا · اندونزی                         | کانگ چائه-یانگ · کره جنوبی                            |
| تیمی زنان     | کره جنوبی · چانگ هی-جین · کانگ چائه-یانگ · لی ایون-گیونگ | چین تایپه · له چین-یینگ · پنگ چیا-مااو · تان یا-تینگ | ژاپن · آیانو کاتو · کائوری کاواناکا · تامومی ساگیموتو |
| تیمی مختلط    | ژاپن · تاکاهارو فوروکاوا · تامومی ساگیموتو               | کره شمالی · پاک یونگ-وون · کانگ یون-جو               | چین · ژو تیانیو · ژانگ ایکسینیان                      |

#### کامپوند
| رویداد     | طلا                                                  | نقره                                                      | برنز                                                       |
| تیمی مردان | کره جنوبی · چوی یانگ-هی · هونگ سانگ-هو · کیم جونگ-هو | هند · آبهیشک ورما · آمان ساینی · راجات چائوهان            | مالزی · آلانگ آریف عقیل · لی کین لیپ · موهد جووایدی مازوکی |
| تیمی زنان  | کره جنوبی · چوی بو-مین · سو چائه-وون · سونگ یان-سو   | هند · جیوتی سورخا ونام · مادهیومیتا کوماری · ماسکان کیرار | چین تایپه · چن جی-لو · چن یی-هسائون · لین مینگ-چینگ        |
| تیمی مختلط | چین تایپه · پن یو-پینگ · چن یی-هسوئان                | کره جنوبی · کیم جونگ-هو · سو چائه-وون                     | ایران · نیما محبوبی · فرشته قربانی                         |

## لینک ها
- تیراندازی با کمان در بازی‌های آسیایی ۲۰۱۸